# Leonídasz Vamvakópulosz
Leonídasz Vamvakópulosz (görögül: Λεωνίδας Βαμβακόπουλος; Athén,) görög nemzetközi labdarúgó-játékvezető.

## Pályafutása

### Nemzetközi játékvezetés
A Görög labdarúgó-szövetség Játékvezető Bizottsága (JB) 1970-ben terjesztette fel nemzetközi játékvezetőnek, a Nemzetközi Labdarúgó-szövetség (FIFA) bíróinak keretébe. Több nemzetek közötti válogatott- és klubmérkőzést vezetett. A görög nemzetközi játékvezetők rangsorában, a világbajnokság-Európa-bajnokság sorrendjében többedmagával a 10. helyet foglalja el 2 találkozó szolgálatával. Az aktív nemzetközi játékvezetéstől 1972-ben búcsúzott.

#### Világbajnokság
A világbajnokságra vezető úton Németországba a X., az 1974-es labdarúgó-világbajnokságra 
a FIFA JB játékvezetőként alkalmazta.
| Időpont           | Helyszín                       | Mérkőzés típusa           | Mérkőzés        | Eredmény | Nézők száma |
| ----------------- | ------------------------------ | ------------------------- | --------------- | -------- | ----------- |
| 1972. október 29. | Augusztus 23 Stadion, Bukarest | előselejtező (4. csoport) | Románia–Albánia | 2 : 0    | 21 109      |

#### Európa-bajnokság
Az európai torna döntőjéhez vezető úton Belgiumba a IV., az 1972-es labdarúgó-Európa-bajnokságra az UEFA JB bíróként foglalkoztatta.
| Időpont           | Helyszín                       | Mérkőzés típusa           | Mérkőzés           | Eredmény | Nézők száma |
| ----------------- | ------------------------------ | ------------------------- | ------------------ | -------- | ----------- |
| 1970. október 11. | Augusztus 23 Stadion, Bukarest | előselejtező (1. csoport) | Románia–Finnország | 3 : 0    | 36 584      |